# Colonia Agrícola Santa María
Colonia Agrícola Santa María är en ort i Mexiko.   Den ligger i kommunen Córdoba och delstaten Veracruz, i den sydöstra delen av landet, 230 km öster om huvudstaden Mexico City. Colonia Agrícola Santa María ligger 1 477 meter över havet och antalet invånare är 482.
Terrängen runt Colonia Agrícola Santa María är huvudsakligen kuperad, men åt sydost är den bergig. Runt Colonia Agrícola Santa María är det mycket tätbefolkat, med 2 345 invånare per kvadratkilometer. Närmaste större samhälle är Córdoba, 12,8 km söder om Colonia Agrícola Santa María. I omgivningarna runt Colonia Agrícola Santa María växer i huvudsak städsegrön lövskog.